# Е-8 (космически апарат)
Е-8 е серия съветски автоматични междупланетни станции за изследване на Луната – трето поколение. Разработени са от конструкторското бюро на Сергей Корольов ОКБ-1 през 1960 г., като основната задача е доставката на Луната на подвижен изследователски, управляем от Земята апарат (Луноход). По-късно на базата на Е-8 са разработени още две модификации – тежък изкуствен спътник на Луната (Е-8ЛС) и апарат за доставка на Земята на лунен грунд (Е-8-5) меко кацане на лунната повърхност.
Полетът на апаратите Е-8 протича по следната схема:
- извеждане в ниска околоземна орбита с помощта на ракета-носител Протон К, снабдена с ускорителен блок „Д“;
- стартиране двигателите на блок „Д“ и извеждане на траектория към Луната с ускоряване до Втора космическа скорост;
- по пътя към Луната полета се контролира и при необходимост се правят корекции на траекторията;
- около 4 денонощия и 7 часа след старта с помощта на двигателите се влиза на окололунна орбита с височина 120 км и период 2 часа. Около денонощие след това се прави първа корекция за снижаване височината над избраната точка за кацане до 20 km, а след още едно денонощие и втора корекция на орбитата;
- 7 денонощия и 16 часа след старта се включват спирачните двигатели, които снижават скоростта до 0 km/ч на височина 2,3 km над повърхността. До височина 700 m станцията слиза с изключен двигател. Същият се включва до височина 20 m, а след това се включва т.нар. двигател с малка тяга. Цялото време за спускането продължава около 6 минути;
- след прилуняването се разтварят двете рампи за лунохода, започва телевизионното предаване на панорамата около мястото на кацане и избор на маршрут и образци по лунната повърхност. Гаранционният срок за придвижване на Лунохода по лунната повърхност е 3 месеца.

## Стартове
| Космически апарат | Дата (UTC)                 | Ракета-носител        | Име        | Номер по спътниковия каталог | NSSDC ID  | Резултат                                                                                        |
| ----------------- | -------------------------- | --------------------- | ---------- | ---------------------------- | --------- | ----------------------------------------------------------------------------------------------- |
| Е-8 № 201         | 19 февруари 1969 06:48:15  | Протон К/Д 239 – 01   | Луна 1969А | –                            | –         | Авария на ракетата-носител.                                                                     |
| Е-8-5 № 402       | 14 юни 1969 04:00:47       | Протон К/Д 238 – 01   | Луна 1969Б | –                            | –         | Авария на ракетата-носител.                                                                     |
| Е-8-5 № 401       | 13 юли 1969 02:54:42       | Протон К/Д 242 – 01   | Луна 15    | NORAD ID 04036               | 1969-058A | Сондата се разбива при прилуняването.                                                           |
| Е-8-5 № 403       | 23 септември 1969 14:07:36 | Протон К/Д 244 – 01   | Космос 300 | NORAD ID 04104               | 1969-080А | Не успява да излезе от орбитата на Земята поради авария в ракетата-носител.                     |
| Е-8-5 № 404       | 22 октомври 1969 14:09:59  | Протон К/Д 241 – 01   | Космос 305 | NORAD ID 04150               | 1969-092А | Не успява да излезе от орбитата на Земята поради авария в ракетата-носител.                     |
| Е-8-5 № 405       | 6 февруари 1970 04:16:06   | Протон К/Д 247 – 01   | Луна 1970А | –                            | –         | Авария на ракетата-носител.                                                                     |
| Е-8-5 № 406       | 12 септември 1970 13:25:53 | Протон К/Д 248 – 01   | Луна 16    | NORAD ID 04527               | 1972-072А | Връщане на Земята на 101 g лунни образци. Успешна мисия.                                        |
| Е-8 № 203         | 10 ноември 1970 14:44:01   | Протон К/Д 251 – 01   | Луна 17    | NORAD ID 04691               | 1970-095А | Доставка на Луната на Луноход 1. Успешна мисия.                                                 |
| Е-8-5 № 407       | 2 септември 1971 13:40:40  | Протон 256 – 01       | Луна 18    | NORAD ID 05448               | 1971-073А | Неуспешен опит за меко кацане. Сондата се удря в повърхността на Луната на 11 септември 1971 г. |
| Е-8ЛС № 202       | 28 септември 1971 10:00:22 | Протон К/Д 257 – 01   | Луна 19    | NORAD ID 05488               | 1971-082А | Изкуствен спътник на Луната. Успешна мисия.                                                     |
| Е-8-5 № 408       | 14 февруари 1972 03:27:59  | Протон К/Д 258 – 01   | Луна 20    | NORAD ID 05835               | 1972-007А | Връщане на Земята на 50 g лунни образци. Успешна мисия.                                         |
| Е-8 № 204         | 8 януари 1973 06:55:38     | Протон К/Д 259 – 01   | Луна 21    | NORAD ID 06333               | 1973-001А | Доставка на Луната на Луноход 2. Успешна мисия.                                                 |
| Е-8ЛС № 206       | 29 май 1974 08:56:51       | Протон К/Д 282 – 02   | Луна 22    | NORAD ID 07315               | 1974-037А | Изкуствен спътник на Луната. Успешна мисия.                                                     |
| Е-8-5М № 410      | 28 октомври 1974 14:30:32  | Протон К/Д 285 – 01   | Луна 23    | NORAD ID 07491               | 1974-084А | Поради повреда не могат да се върнат на Земята лунните образци. Частично успешна мисия.         |
| Е-8-5М № 412      | 16 октомври 1975 04:04:56  | Протон К/Д 287 – 02   | Луна 1975А | –                            | –         | Авария на ракетата-носител.                                                                     |
| Е-8-5М № 413      | 9 август 1976 15:04:12     | Протон К/Д-1 288 – 02 | Луна 24    | NORAD ID 09272               | 1976-081А | Връщане на Земята на 170 g лунни образци. Успешна мисия.                                        |
| Е-8 № 205         | 1977 г.                    | –                     | Луна 25    | –                            | –         | Доставка на Луната на Луноход 3. Отменена мисия.                                                |